# داوید ریگون
داوید ریگون (انگلیسی: Davide Rigon؛ زادهٔ ۲۶ اوت ۱۹۸۶) راننده خودروی مسابقه‌ای اهل ایتالیا است.